# Harwichgade
Harwichgade er en gade i Århusgadekvarteret i Nordhavnen i København, der ligger mellem Helsinkigade og Fortkaj. Gaden er opkaldt efter den engelske havneby Harwich.

## Historie og bebyggelse
Gaden ligger ligesom resten af Århusgadekvarteret i et område, der indtil 2014 var en del af Københavns Frihavn med begrænset adgang for offentligheden. I denne del af området mellem Lüdersvej, nu Helsinkigade, og Fortkaj lå der en større lagerbygning, der imidlertid efterfølgende blev revet ned. Derimod var der ingen egentlige veje på tværs her.
I forbindelse med kvarteret ophør som frihavn blev det imidlertid besluttet at omdanne det til en ny bydel med boliger og erhverv. Det medførte blandt andet anlæg af flere nye gader, heriblandt fire i denne del af området med nye erhvervsbygninger og karreer imellem. Københavns Kommunes Vejnavnenævnet ønskede at følge traditionen med at give gadenavne efter et bestemt tema, i dette tilfælde internationale havnebyer, hvilket for de fire gader her ville resultere i navnene Harwichgade, Calaisgade, Dover Passage og Dunkerquegade. Indstillingen blev godkendt på Teknik- og Miljøudvalgets møde 21 januar 2014 med virkning fra 1. marts 2014, hvor de nye gadenavne trådte i kraft. I praksis eksisterede gaderne dog knap nok i virkeligheden på det tidspunkt, men der blev efterfølgende sat gang i arbejdet med dem.
De to sider er Harwichgade er ubebyggede, idet en mindre lagerbygning på den vestlige side blev revet ned i 2015. Det er imidlertid meningen, at der skal opføres boliger til begge sider.